# Kortesaari (ö i Kajanaland)
Kortesaari är en ö i Finland. Den ligger i sjön Kortejärvi och i kommunen Kuhmo i den ekonomiska regionen  Kehys-Kainuu  och landskapet Kajanaland, i den centrala delen av landet, 500 km nordost om huvudstaden Helsingfors. Öns area är 0,8 hektar och dess största längd är 250 meter i öst-västlig riktning.